# Миколаївська церква (Саксагань)
Свято-Миколаївська церква — втрачена пам'ятка в селі Саксагань П'ятихатського району . 
Церква кам'яна, побудована в 1896 році коштом дворянина Байдака Павла Вікторовича, купця Фінергута Людвига Германовича, міщанина Зезулі Андрія Івановича та селянина Кабана Василя Григоровича.
Єдиний престол в ім'я Святого Миколая.

## Історичні відомості
За даними на 1908 рік:
53½ двори в парафії, парафіян чоловічої статі — 908, жіночої — 869. 
При церкві двокласна церковно-парафіальна школа. 
Священик — Болгарський Євфимій Григорович, 32 роки, 
студент Київської духовної семінарії, одружений, священик — з 1899 року, в цій парафії — з 1906 року.
До церковної парафії також відносились:
- село Карагунова — за 3 версти: 31½ двори в парафії, парафіян чоловічої статі — 102, жіночої — 92;
- село Олексіївка — за 5 верст: 66¾ двори в парафії, парафіян чоловічої статі — 267, жіночої — 248;
- село Благословенна —  за 6 верст: 50 дворів в парафії, парафіян чоловічої статі — 199, жіночої — 171;
- село Андріївка — за 5 верст: 18¼ дворів в парафії, парафіян чоловічої статі — 73, жіночої — 64;
- село Петрівка — за 5 верст: 17½ двори в парафії, парафіян чоловічої статі — 70, жіночої — 63;
- село Христинівка — 4 двори в парафії, парафіян чоловічої статі — 16, жіночої — 22;
- хутір Ягідний — 6 дворів в парафії, парафіян чоловічої статі — 24, жіночої — 26.